# James Dodson
James Dodson (c.1705–1757), membre de la Royal Society, est un mathématicien anglais, actuaire et novateur en assurances.

## Biographie
Matthew Maty, dans son ouvrage Mémoire sur la vie et sur les écrits de M. A. de Moivre, écrit que Dodson était un élève d'Abraham de Moivre.   
Il travaille comme comptable et enseignant.  
En 1752, George Parker 2e comte de Macclesfield, un ami de Dodson, devient président de la Royal Society. Dodson est élu membre le 16 janvier 1755. Le 7 août de la même année, il est élu à la Royal Mathematical School, branche du Christ's Hospital, ainsi qu'à l'école de Stone.  
Il vivait à Bell Dock, Wapping, jusqu'à sa mort le 23 novembre 1757.    